# Clasificación de Conmebol para la Copa Mundial de Fútbol de 1962
Para la Copa Mundial de Fútbol de 1962 de Chile, la Conmebol disponía de tres plazas de las dieciséis habilitadas para el Mundial, por lo que un total de seis selecciones se disputaron las tres plazas.
Los seis equipos se repartieron en tres parejas para definir a los tres sudamericanos restantes. Chile estaba clasificado por ser anfitrión y Brasil por ser el campeón actual. Paraguay disputó un cupo con México, ganador de la zona Concacaf, que ganó por un resultado final de 1 a 0, en partidos de ida (1 a 0) y vuelta (0 a 0).
A Sudamérica le correspondían los grupos eliminatorios 11, 12 y 13, para establecer 3 de las 14 plazas en disputa.

## Resultados

### Grupo 1
| Equipo 1 | Agr. | Equipo 2  | Ida | Vuelta |
| -------- | ---- | --------- | --- | ------ |
| Ecuador  | 3-11 | Argentina | 3-6 | 0-5    |

| 4 de diciembre de 1960 | Ecuador                     | 3:6 (0:4) | Argentina                                                                       | Estadio Modelo, Guayaquil        |                                  |
|                        | Spencer 81' · Raffo 83' 85' |           | Corbatta 5' (pen.) 40' · Pando 12' · Sosa 14' · Sanfilippo 47' · Ramaciotti 75' | Árbitro(s): Carlos Robles Robles | Árbitro(s): Carlos Robles Robles |

| 17 de diciembre de 1960 | Argentina                                                                     | 5:0 (1:0) (Global 11:3) | Ecuador | La Bombonera, Buenos Aires       |                                  |
|                         | Gómez 6' (a.g.) · Sanfilippo 53' · Corbatta 55' (pen.) · Sosa 75' · Pando 90' |                         |         | Árbitro(s): Carlos Robles Robles | Árbitro(s): Carlos Robles Robles |

### Grupo 2
| Equipo 1 | Agr. | Equipo 2 | Ida | Vuelta |
| -------- | ---- | -------- | --- | ------ |
| Bolivia  | 2-3  | Uruguay  | 1-1 | 1-2    |

| 15 de julio de 1961 | Bolivia     | 1:1 (0:1) | Uruguay     | Estadio Hernando Siles, La Paz   |                                  |
|                     | Alcócer 54' |           | Cubilla 23' | Árbitro(s): Carlos Robles Robles | Árbitro(s): Carlos Robles Robles |

| 30 de julio de 1961 | Uruguay                   | 2:1 (2:0) (Global 3:2) | Bolivia     | Estadio Centenario, Montevideo   |                                  |
|                     | Cabrera 3' · Escalada 39' |                        | Camacho 65' | Árbitro(s): Carlos Robles Robles | Árbitro(s): Carlos Robles Robles |

### Grupo 3
| Equipo 1 | Agr. | Equipo 2 | Ida | Vuelta |
| -------- | ---- | -------- | --- | ------ |
| Colombia | 2-1  | Perú     | 1-0 | 1-1    |

| 30 de abril de 1961 | Colombia    | 1:0 (1:0) | Perú | El Campín, Bogotá                |                                  |
|                     | Escobar 27' |           |      | Árbitro(s): Jorge Luis Praddaude | Árbitro(s): Jorge Luis Praddaude |

| 7 de mayo de 1961 | Perú              | 1:1 (1:0) (Global 1:2) | Colombia     | Estadio Nacional, Lima     |                            |
|                   | Delgado 3' (pen.) |                        | González 68' | Árbitro(s): Esteban Marino | Árbitro(s): Esteban Marino |

### Repechaje
| Equipo 1 | Agr. | Equipo 2 | Ida | Vuelta |
| -------- | ---- | -------- | --- | ------ |
| Paraguay | 0-1  | México   | 0-1 | 0-0    |

## Estadísticas generales
| Equipo    | Ptos. | PJ | PG | PE | PP | GF | GC | Dif. |
| --------- | ----- | -- | -- | -- | -- | -- | -- | ---- |
| Argentina | 4     | 2  | 2  | 0  | 0  | 11 | 3  | 8    |
| Uruguay   | 3     | 2  | 1  | 1  | 0  | 3  | 2  | 1    |
| Colombia  | 3     | 2  | 1  | 1  | 0  | 2  | 1  | 1    |
| Bolivia   | 1     | 2  | 0  | 1  | 1  | 2  | 3  | –1   |
| Perú      | 1     | 2  | 0  | 1  | 1  | 1  | 2  | –1   |
| Ecuador   | 0     | 2  | 0  | 0  | 2  | 3  | 11 | –8   |

## Clasificados
| Bandera de Chile        | Bandera de Brasil       | Bandera de Argentina    | Bandera de Uruguay      | Bandera de Colombia     |
| Chile                   | Brasil                  | Argentina               | Uruguay                 | Colombia                |
| Clasificado: 10/06/1956 | Clasificado: 29/06/1958 | Clasificado: 17/12/1960 | Clasificado: 30/07/1961 | Clasificado: 07/05/1961 |
| ----------------------- | ----------------------- | ----------------------- | ----------------------- | ----------------------- |